# Dioscorea volckmannii
Dioscorea volckmannii är en enhjärtbladig växtart som beskrevs av Rodolfo Amando Philippi. Dioscorea volckmannii ingår i släktet Dioscorea och familjen Dioscoreaceae. Inga underarter finns listade i Catalogue of Life.